# Museo de Batha
El Museo de Batha (en árabe: متحف البطحاء‎, en francés: Musée du Batha) es un museo etnográfico de Fez, Marruecos, que se encuentra en un antiguo palacio real del siglo XIX del mismo nombre, situado en la medina de la ciudad.
El Palacio Batha o Dar Batha fue construido como residencia de verano y lugar de audiencia por el Sultán Hasán I (r. 1873-1894) a finales del siglo XIX. De estilo hispanomusulmán, el edificio fue completado y embellecido por el sucesor de Hasán, Abd al-Aziz (r. 1894-1908). Las proporciones del palacio, sus arcos, las galerías y los jardines, son de una armonía considerada muy bella.
El palacio se transformó en museo en 1915, en los primeros años del Protectorado Francés de Marruecos, con el nombre de Museo de Artes y Tradiciones Populare" (Musée des Arts et Traditions Populaires), por iniciativa del gobierno marroquí y de las autoridades del Protectorado.
La exposición permanente del museo en 2015, titulada Arts et traditions de la vie à Fès et dans ses régions (Artes y tradiciones de la vida en Fez y sus regiones), tuvo por objeto presentar un conjunto de factores históricos y socioculturales que han marcado la ciudad de Fez y la región a lo largo de su historia, a través de numerosas piezas representativas de los oficios y tradiciones tradicionales que se han desarrollado a lo largo de los siglos, tanto en espacios públicos como privados, tanto urbanos como rurales, mostrando diversos aspectos de la vida urbana y rural.  Las piezas expuestas son muy variadas: madera tallada, zellige (azulejo marroquí), hierro forjado, estuco tallado, cerámica celebrada por el esmalte azul cobalto (conocido como «azul de Fez)», bordados, monedas, alfombras, joyas, astrolabios, etc.